# Oued Siliana
El oued Siliana (àrab: وادي سليانة, wādī Silyāna) és un riu de Tunísia amb origen a la regió des de Maktar, que corre en direcció nord i desaigua al riu Medjerda a uns 5 km a l'oest de Testour.
En el seu trajecte recull a l'època de pluges, l'aigua de nombrosos uadis que estan secs bona part de l'any. El seu curs és d'uns 120 km. La pluviometria mitjana és de 455 mm/any i entre el setembre i el gener creix entre un 15 i un 11 per cent. La ciutat principal del seu curs és Siliana i la segueix Gaâfour. Els uadis del començament del curs són controlats per l'embassament d'El Akhmes. Més amunt de Siliana hi ha l'embassament de Siliana i a la part esquerra, proper a la desembocadura, hi ha l'embassament de Sidi Salem. El riu travessa regions de diferent altitud entre el Robaa Oled Yahia de 584 metres i el Djebel Serj de 1.347 metres amb una diferència mitjana de més de 400 metres i diferent pluviometria (una diferència de 150 mm/any).